# Атинагор от Атина
Атинагор (на гръцки Αθηναγόρας ο Αθηναίος), християнски апологет от втората половина на II век, бил атински философ, който приема християнството около 160 г. и бил учител по богословие в Атина и Александрия.
Останали са две писания от него: „Legatio pro Christianis“ (Молба за християните), една след 163 г. (според други източници около 177 г.) написана апология на християнството, която отправя на император Марк Аврелий и неговия син Комод и писанието „De resurrectione mortuorum“ (за възкресението на мъртвите), което е написано около 180 г.
Атинагор е един независим и дълбок мислител, като неговото слово е разсъдливо, добре подредено и най-често убеждаващо. Той защитавал християните от обвинението, че са атеисти, неморални, детеубийци и т.н., чрез позоваване на техния живот и учение. На обвинението на езичниците, че християните убивали и ядели на събранията си малки деца, той отговаря, че това е напълно невъзможно, защото християните считат за убийци жените, които правят аборт, а такива групови убийства са напълно немислими. .
Най-старото познато използване на термина trias (буквално „троица“; това е обичайният гръцки термин за „триединство“) за Бог Отец, Исус Христос и Светия Дух.